# Chick Evans
Charles Evans, Jr, mer känd under namnet Chick Evans, född 18 juli 1890 i Indianapolis, död 6 november 1979, var en amerikansk golfspelare.
Evans var en av de ledande amatörgolfarna under 1910- och 1920-talet och han betraktades som den näst bäste amatören efter Bobby Jones under den perioden. Evans var den förste amatören som vann US Open och U.S. Amateur under ett och samma år, 1916. Han vann även U.S. Amateur 1920 och blev tvåa tre gånger. Han deltog i Walker Cup-laget 1922, 1924 och 1928. Evans deltog i 50 U.S. Amateur-tävlingar i rad under sin långa karriär.